# Fakultní nemocnice v Motole
Fakultní nemocnice v Motole je největší zdravotnické zařízení v Česku a jedno z největších v Evropě s kapacitou 2 241 lůžek, které ročně hospitalizuje přes 77000 pacientů, což je nejvíc v celé ČR. Jedná se o rozsáhlý komplex nemocničních budov v Praze 5 – Motole. Jedná se o hlavní výukovou základnu posluchačů 2. lékařské fakulty Univerzity Karlovy. Své sídlo zde mají také některá pracoviště 1. LF UK.

## Současnost

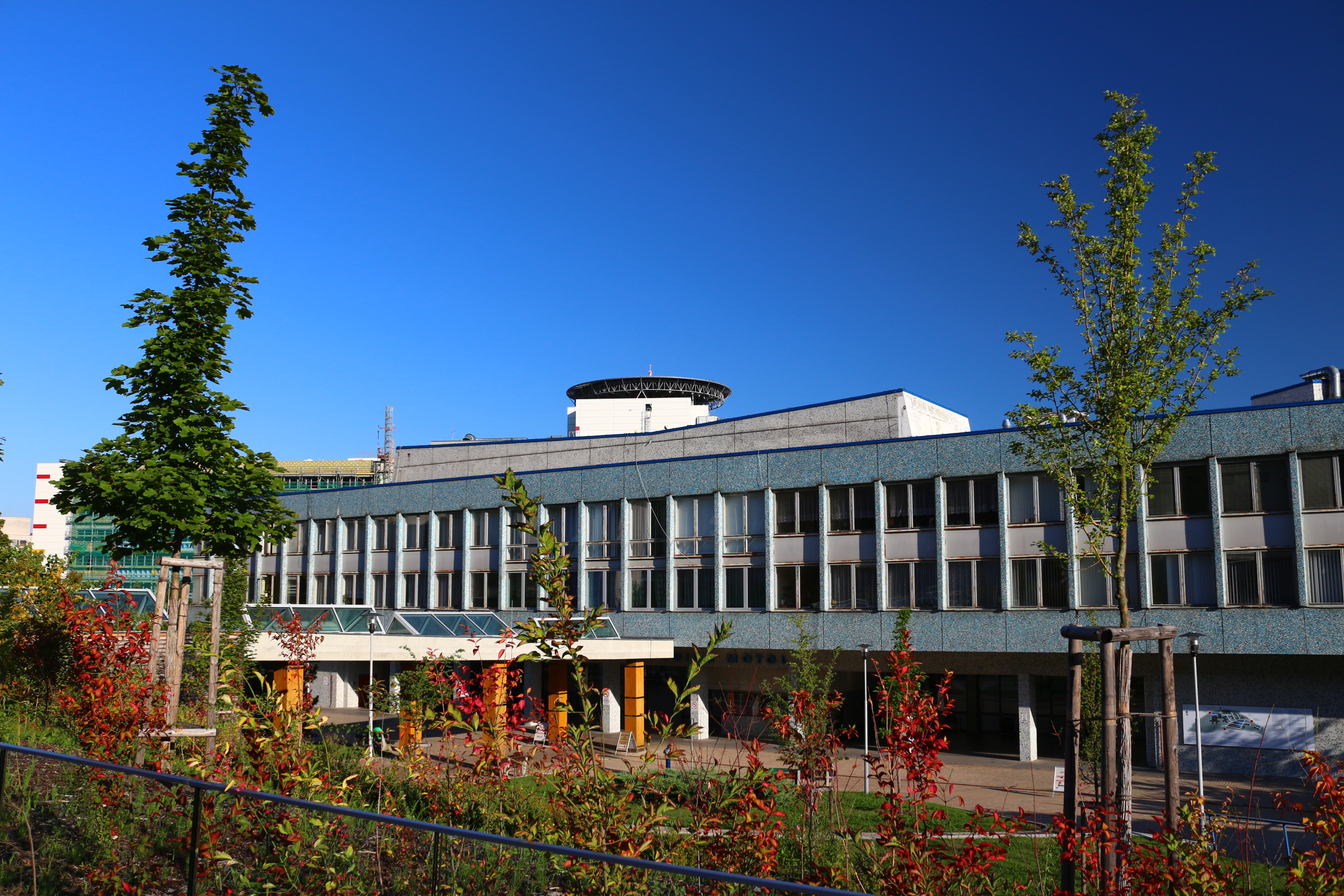
Starší část nemocnice. V horní části budovy je vidět nový heliport nemocnice.

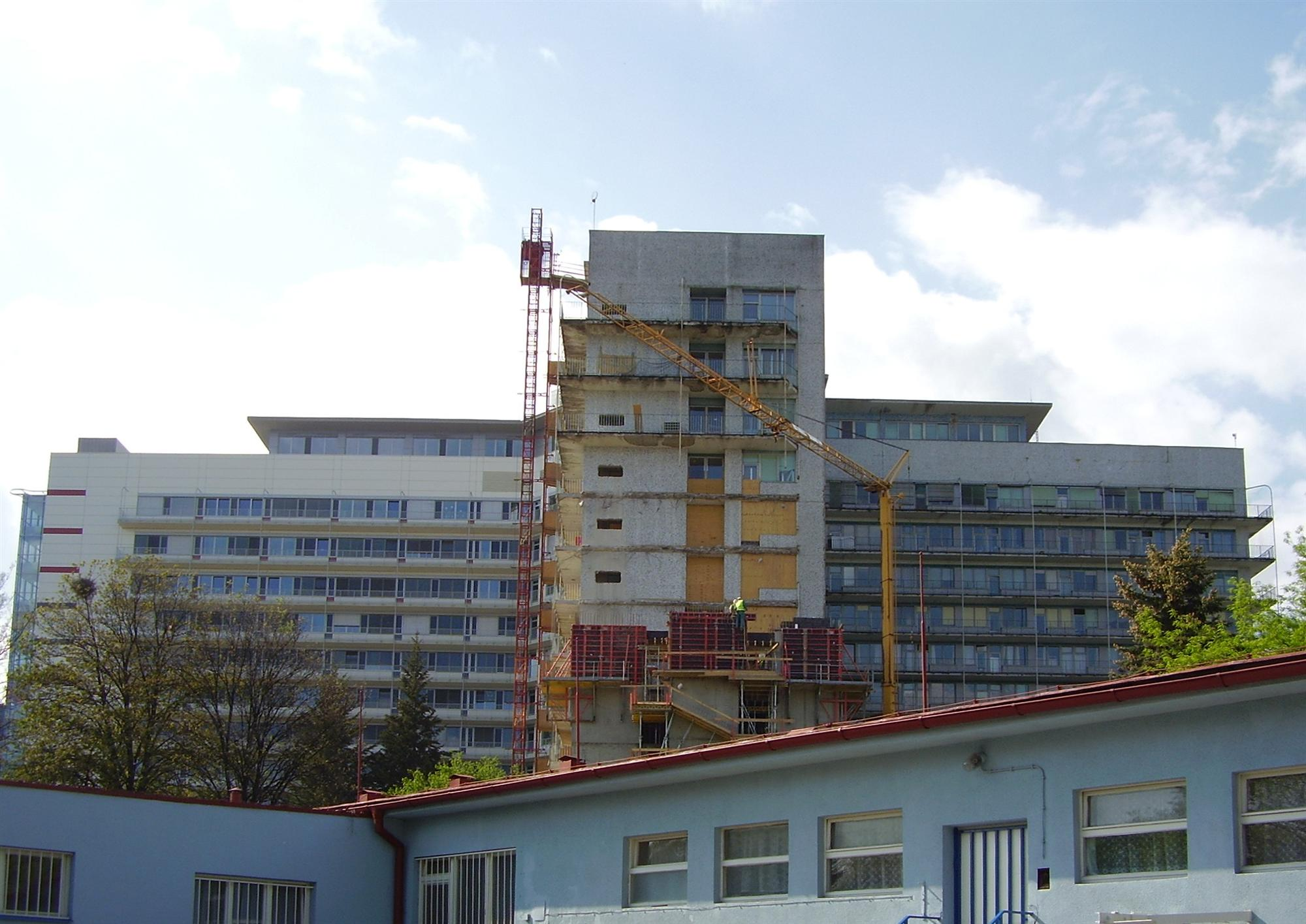
Probíhající rekonstrukce dětské části

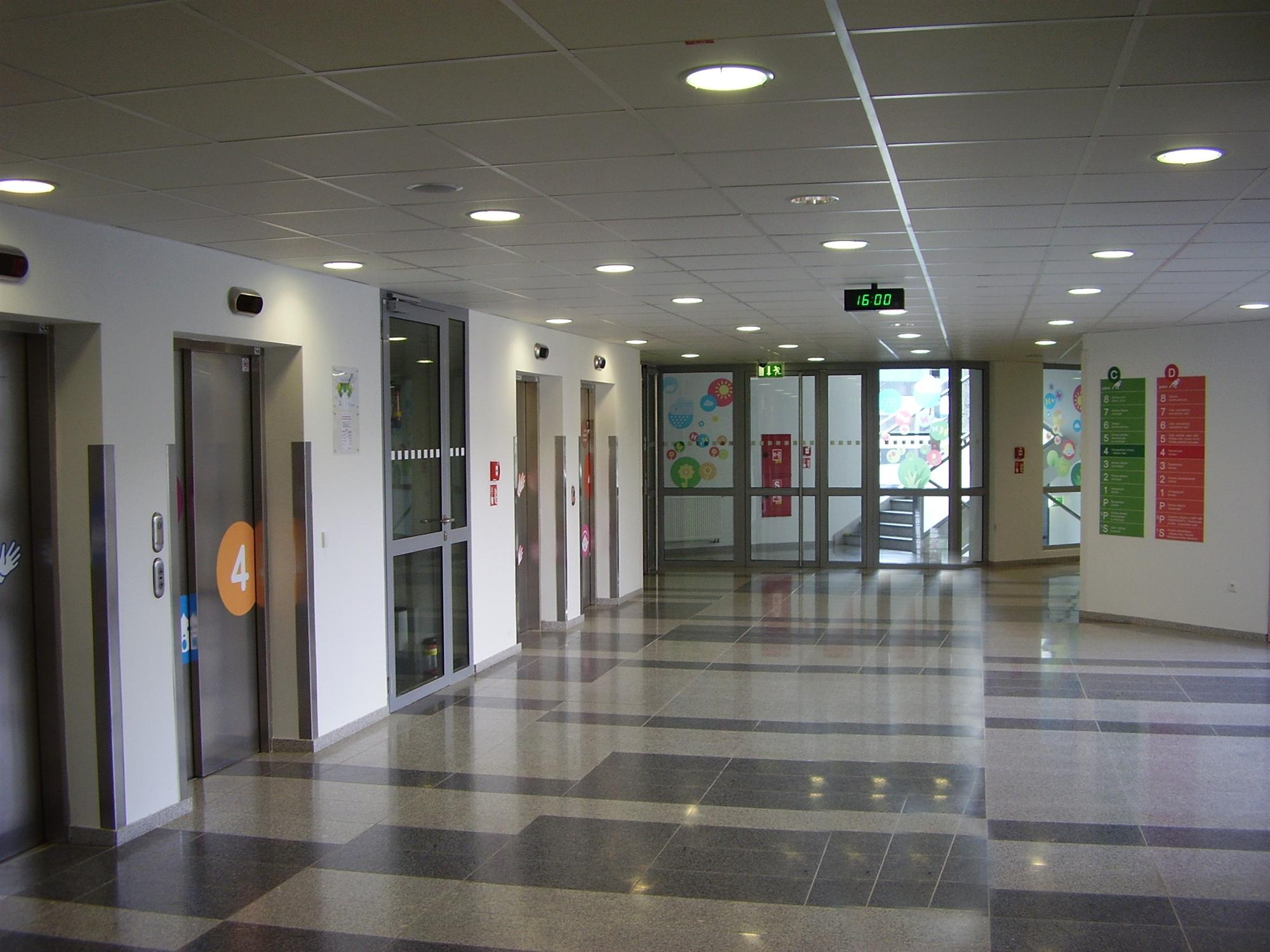
Interiér 4. patra dětské části

Celý areál tvoří dva velké monobloky. 
Starší „Dětská nemocnice“ ze 60. let 20. století, jejíž stav byl již velmi neuspokojivý a celá budova ohrožovala bezpečnost pacientů (například problémy s tepelnou izolací či s balkony, které hrozily dokonce zřícením). V roce 2006 byla zahájena rozsáhlá rekonstrukce, v její první fázi byly rekonstruovány společné interiéry všech čtyř křídel (tedy A, B, C i D), jedná se o výtahy, schodiště atd. V roce 2007 začala oprava exteriérů jednotlivých křídel. Zrekonstruovaná dětská část byla poté slavnostně otevřena 24. června 2011. Dětská nemocnice má celkem 667 lůžek, z toho 136 na JIP. Celkem se zde nachází 2 199 lůžek pro pacienty. 
Druhý monoblok je z přelomu 80. a 90. let 20. století, a jedná se o hlavní budovu pro dospělé pacienty. Ta je rozdělena do tzv. „Komunikačních uzlů“ A – G. Část pro dospělé čítá 1 362 lůžek, z toho 218 pro intenzivní péči. Dospělá část nemocnice je někdy též označována jako "modrá budova", její barva je tak ikonická, že musela být zachována i při rekonstrukci. 
Od roku 2021 probíhají v areálu rozsáhlé a organizačně náročně rekonstrukce a stavby nových projektů, aniž by tím měl být výrazně omezen chod nemocnice. V areálu má vyrůst administrativní budova 2. lékařské fakulty Univerzity Karlovy, specializované onkologické centrum nebo simulační centrum intenzivní medicíny.

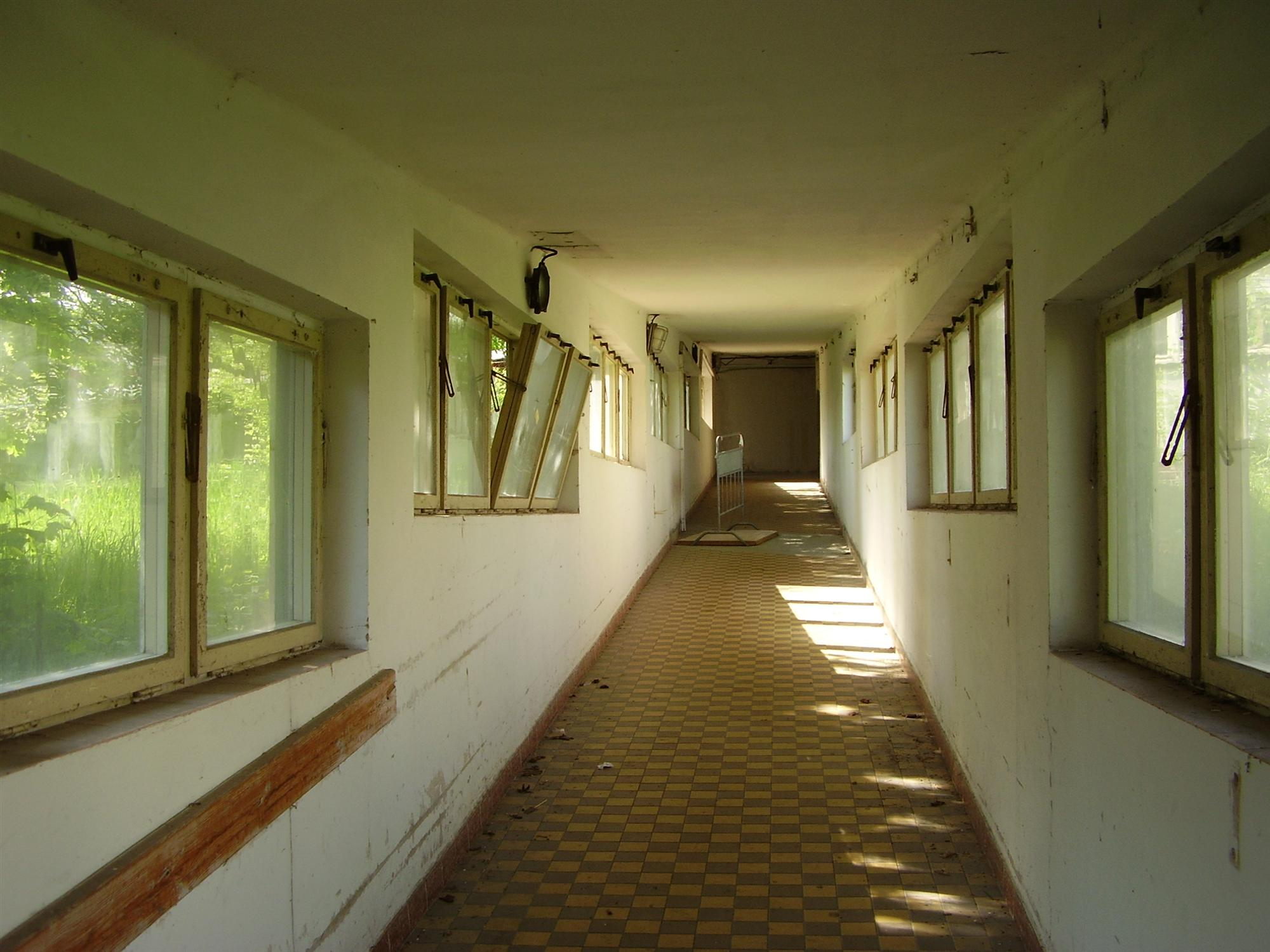
Chodba v chátrajících přízemních pavilonech

V areálu se také nachází mnoho přízemních domků, které kdysi sloužily jako pavilony, spojené dlouhými chodbami. Ty však nyní chátrají, případně jsou využívány jako ordinace, laboratoře a technické zázemí. V horní části areálu se nachází velké nadzemní garáže a ubytovna zdravotnického personálu.
V areálu nemocnice se nachází Dům Ronalda McDonalda, který má usnadnit soužití rodin s těžce nemocnými dětskými pacienty.
Fakultní nemocnice v Motole je s ohledem na svou kapacitu a specializaci významnou součásti řízení krizových situací na celostátní i pražské úrovni. V rámci Prahy je součástí traumaplánu.
V roce 2025 se v souvislosti s nemocnicí odehrála tzv. Kauza Motol.

## Pracoviště
Fakultní nemocnice v Motole poskytuje na svých pracovištích zdravotní služby v širokém spektru oborů medicíny dětského i dospělého věku. Z pohledu kvality a specializace zdravotních služeb je Fakultní nemocnice v Motole držitelem statutů většiny center vysoce specializované péče, což podtrhuje její význam v oblasti poskytování zdravotních služeb, vědy a výzkumu.

## Historie FN Motol

### Historie do konce druhé světové války
Už v letech 1937 a 1938 se začalo s přípravnými pracemi na výstavbu nemocničního zařízení s kapacitou 1 300 lůžek. Úkolu se ujali mladí architekti Gustav Paul a František Čermák. V plánech byly zahrnuty možnosti jak okrskové tak fakultní nemocnice.
Vpád německých vojsk v roce 1939 však tyto přípravné práce pozastavil. Jelikož okupanti obsadili většinu existujících klinik na území Prahy, vznikla naléhavá potřeba k vytvoření nových nemocničních lůžek. Původní plán byl proto zjednodušen a v roce 1941 bylo tehdejším ministerstvem zdravotní a sociální správy rozhodnuto vybudovat v Motole provizorní barákovou nemocnici. Ta spadala pod vedení všeobecné vinohradské nemocnice.
V srpnu 1941 začala stavební firma Ing. Jana Matouška stavbu 25 pavilonů. Cena stavby byla 30 milionů protektorátních korun. Dalších 6 milionů stálo vnitřní vybavení nemocnice. Vše bylo financováno z původního fondu, který byl vytvořen před okupací a který spravoval prof. Arnold Jirásek. Hlavní lékařský poradce stavby MUDr. Diviš prosadil propojení jednotlivých pavilonů vytápěnými chodbami. Částečný provoz nemocnice byl zahájen 4. ledna 1943.
Hlavní skupinu tvořilo 12 pavilonů, v nichž byl umístěn hlavní příjem nemocných, správa nemocnice, interní oddělení se dvěma pavilony po 60 lůžkách a jedním pavilonem s ambulancemi, stejně členěné chirurgické oddělení, gynekologické oddělení s 56 lůžky a hospodářské objekty dvou kotelen, garáže, hlavní kuchyně, skladu paliva, byty lékařů a laborantů.
Druhou skupinu tvořilo odd. tuberkulózy se třemi 60lůžkovými a jedním 50lůžkovým pavilonem a dvěma pavilony otevřených leháren. Samostatně stál pavilon prosektury. Ve třetí části byly byty pro pracovníky. Uvažovalo se o maximální životnosti nemocnice na 10 až 15 let a proto bylo hlavním stavebním materiálem dřevo. I přes provizorní charakter sloužily budovy pro zdravotnické účely až do roku 1997 a na svém místě stojí dodnes.
Provizorní a teprve částečný provoz nemocnice „Zweigstelle Hilfkrankenhaus in Motol“ jakožto pobočky státní všeobecné nemocnice na Vinohradech byl zahájen 4. ledna 1943.
Prvním ředitelem a přednostou interního oddělení byl prof. MUDr. Miloš Netoušek. V čele chirurgického oddělení stál prof. MUDr. Jiří Diviš, primářem odd. tuberkulózy byl ftizeolog prof. MUDr. Jaroslav Jedlička, radiologické a rentgenologické odd. vedl prof. MUDr. Slavoj Věšín, přednostou gynekologicko porodnického odd. byl MUDr. Václav Šebek (1901–1980), na prosekturu byla na zkrácený úvazek přidělena prof. MUDr. Dagmar Benešová. 
Medicínsky byla tehdy na velice vysoké úrovni.
Když došlo k uzavření vysokých škol (po atentátu na Heydricha), tato nemocnice se stala útočištěm studentů medicíny, kteří tak měli možnost dál studovat a vzdělávat se.
V roce 1944 projevili o nemocnici zájem Němci, kteří zde chtěli vybudovat vojenský lazaret. Nedošlo k tomu, neboť měli výhrady k materiálu, ze kterého je stavba provedena (jeden důstojník probodl stěnu chodby bodákem).

### Historie po druhé světové válce
Až do roku 1946 spadala motolská nemocnice pod administrativu Veřejné státní nemocnice na Vinohradech. Poté se stala samostatnou nemocnicí pod názvem Státní všeobecná veřejná nemocnice v Praze Motole. Od roku 1948 se nazývá Státní oblastní nemocnice v Motole. V srpnu 1948 se ke stávajícím traktům připojila i nedaleko stojící budova ve které sídlil Ústav pro léčení lupusu Českého zemského spolku proti TBC. Původně se jí říkalo Masarykův ústav.
Po připojení byla celá budova s kapacitou 100 lůžek určena pro léčení infekčních hepatitid a spadala zprvu pod interní oddělení.
V roce 1950 získala nemocnice objekt Okresní národní pojišťovny (bývalé sanatorium SANOPZ) v ulici Na Cihlářce na Smíchově, kde zbudovala infekční oddělení s 80 lůžky, určené k léčbě infekční žloutenky. Šéfem tohoto oddělení se stal internista působící v Motole MUDr. Otakar Soušek, který se později stal přednostou oddělení infekčních hepatitid v bývalé léčebně lupusu v Motole. V říjnu 1952 byl objekt Na Cihlářce uvolněn a předán Státnímu sanatoriu.
V letech 1953 až 1955 byla motolská nemocnice sloučena s Okresním ústavem národního zdraví (OÚNZ) v Praze 5. To se ovšem neosvědčilo a od roku 1956 až do svého sloučení s Dětskou fakultní nemocnicí (1. ledna 1971) nesla název Městská nemocnice v Motole. V roce 1957 bylo vyčleněno přízemí v budově infekčních hepatitid pro potřeby neurologického oddělení v jehož čele stál přední neurolog doc. MUDr. Karel Mathon.
V roce 1958 se začala psát historie kliniky nukleární medicíny. Po dohodě nemocnice s Výzkumným ústavem endokrinologickým a ÚNZ NVP bylo zřízeno radioizotopové oddělení. Původně se mělo toto oddělení přestěhovat do krčské Thomayerovy nemocnice, k přesunu však nedošlo a oddělení tak sídlí dodnes v Motole.
V průběhu 50. let vzniklo v nemocnici množství nových laboratorních oddělení, roku 1959 např. hematologické oddělení pod vedením MUDr. Julie Singlové. V témže roce vzniká ústřední biochemická laboratoř, kterou vedl Ing. Ladislav Žák a v roce následujícím, tedy v roce 1960 oddělení mikrobiologie a bakteriologie, které šéfoval MUDr. Jan Lexa.

## Doprava

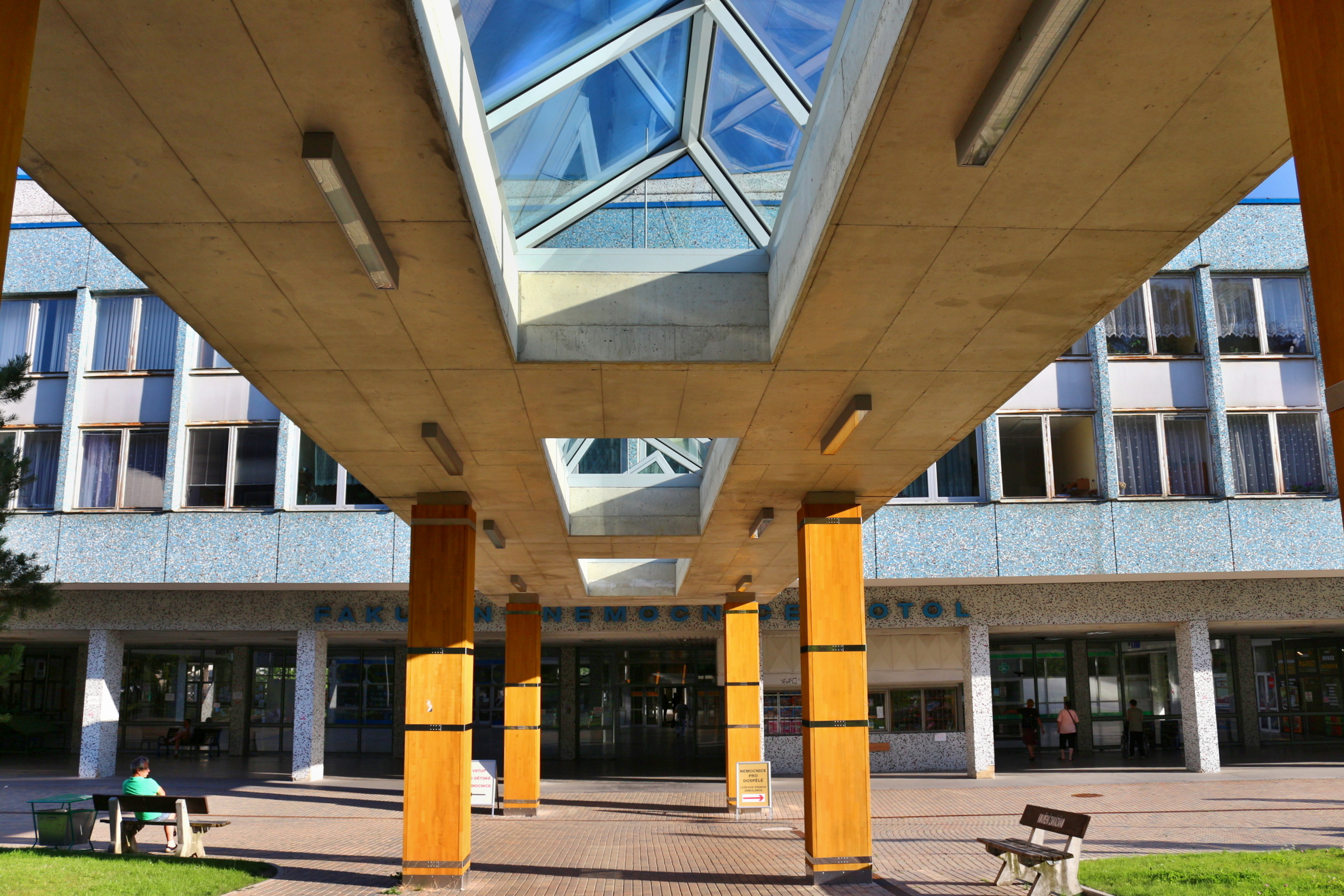
Vstupní část do nemocnice z východu od stanice metra

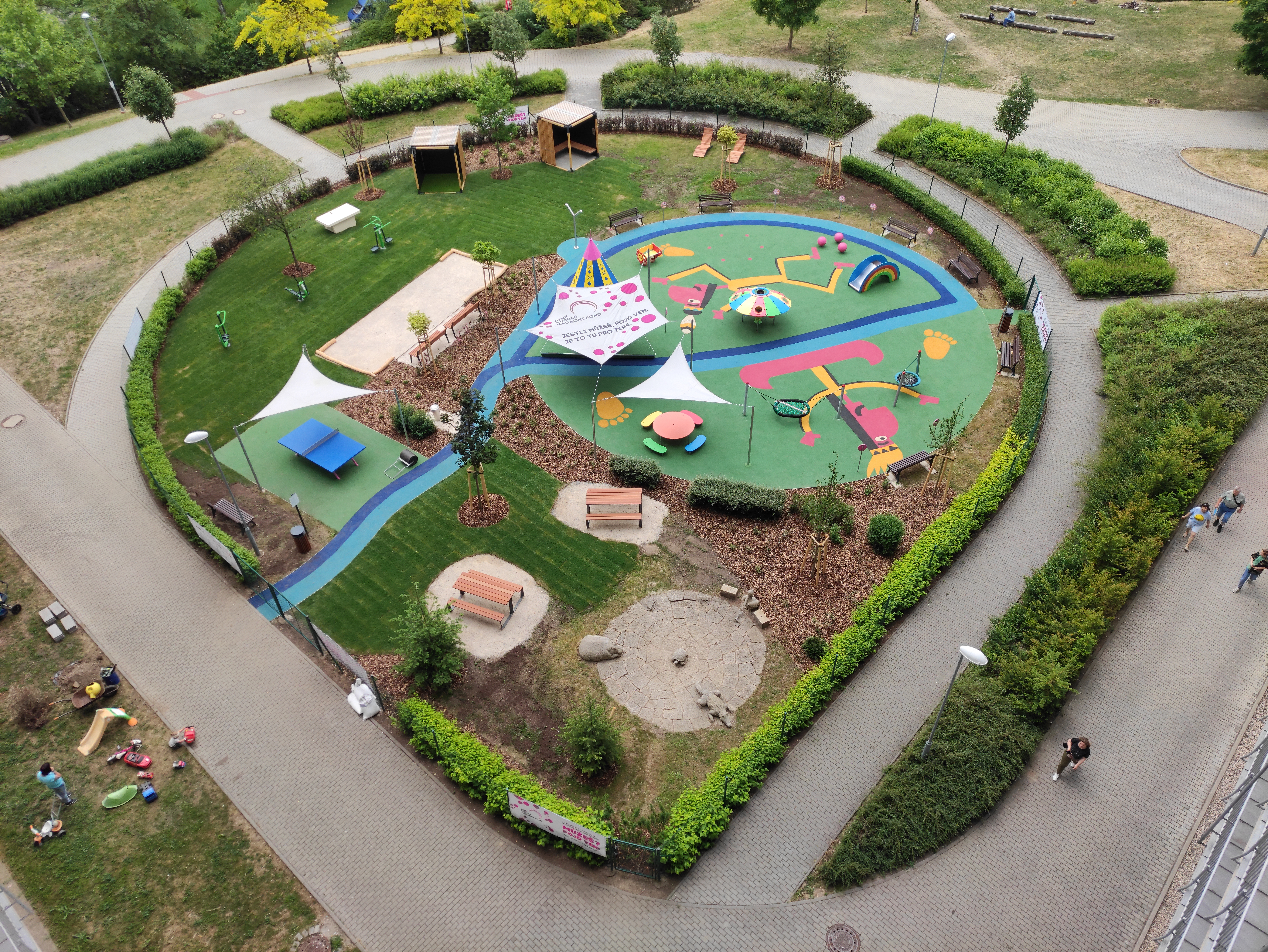
Dětské hřiště v areálu se sochami Zvířátka

Motolská nemocnice je dopravně obsluhována autobusovými linkami 167, 168, 174, 180, 184, 304, 347, 380 a noční linkou 902 ze zastávky „Nemocnice Motol“ a některé také na zastávkách „Sídliště Homolka“, „Pod Šafránkou“, „Kudrnova“, „Zahradníčkova“, „Šafránecká“ a „Na Šafránce“. 
Dne 6. dubna 2015 bylo otevřen nový úsek prodloužení linky A pražského metra ze stanice Dejvická do nové stanice Nemocnice Motol s jedním z východů přímo do areálu nemocnice.
Přímo u nemocnice nejsou tramvajové zastávky, nejbližší jsou Vypich (linky 22, 25, noční 97) a Hotel Golf či Motol (9, 10, 16, noční 98, 99). 

## Umělecká díla
Ve vstupním atriu do nemocnice se pravidelně střídají dočasné umělecké instalace zaměřené na aktuální společenská témata.
- Mateřství – kamenná skulptura matky s dítětem od Miroslava Hudečka.
- Péče o děti – bronzová plastika matky s dětmi od Jiřího Kryštůfka.
- Zvířátka – skupina pískovcových soch zvířat.
- Pelikán - symbol 2. lékařské fakulty Univerzity Karlovy